# Smedjebackens kommun
Smedjebacken kommune ligger i den sydlige ende af det svenske län Dalarnas län i Dalarna. Kommunens administrationscenter ligger i byen Smedjebacken.
Smedjebacken er en gammel fabriksby, som ligger ved søen Barken der har afløb i  Kolbäcksån, som løber gennem kommunen ned mod Mälaren, gennem Strömsholms kanal via Fagersta, Virsbo, Surahammar, Hallstahammar og Kolbäck. 

## Byer og landsbyer
I kommunen er der mange byer og landsbyer, blandt andre Smedjebacken, Morgårdshammar, Hagge, Gubbo, Åsmansbo, Jobsbo, Söderbärke, Nor, Larsbo, Vad, Vanbo, Tolvsbo, Huggnora, Björsbo, Lernbo, Österbo, Björsjö, Saxehammar, Nyfors og Malingsbo.